# Oakland, Cambria County, Pennsylvania
Oakland är en ort i Cambria County i delstaten Pennsylvania, USA.